# 蘭加馬蒂沙達爾烏帕齊拉
蘭加馬蒂沙達爾乌帕齐拉是孟加拉国蘭加馬蒂縣的一个乌帕齐拉，位於吉大港专区的蘭加馬蒂縣。

## 人口
據1991年孟加拉國人口普查，蘭加馬蒂沙達爾共有戶數13,814戶，人口76,732人。其中男性佔比55.79%，女性佔比44.21%；成年人口39,894人。該地7歲以上人口之平均識字率為48.4%。